# 厨房のアリス
もしかして
- 厨房のありす

ではありませんか？